# James Neal
James Neal (* 3. září 1987, Whitby, Ontario) je kanadský hokejový útočník hrající v týmu Edmonton Oilers v severoamerické lize NHL. Předtím hrál v týmech Calgary Flames, Vegas Golden Knights či Nashville Predators, kam byl vyměněn před sezonou 2014/2015 z Pittsburghu Penguins. Dříve hrál i za Dallas Stars.

## Úspěchy

### Individuální úspěchy
- CHL 2. All-Star Team – 2006/07
- OHL 1. All-Star Team – 2006/07

### Kolektivní úspěchy
- Stříbrná medaile z MS 18' – 2005
- Vítěz OHL – 2006/07
- Zlatá medaile z MSJ – 2007
- Stříbrná medaile z MS – 2009

## Klubové statistiky
| Sezona     | Klub                       | Soutěž     | Základní část | Základní část | Základní část | Základní část | Základní část | Play off | Play off | Play off | Play off | Play off |
| Sezona     | Klub                       | Soutěž     | Z             | G             | A             | B             | TM            | Z        | G        | A        | B        | TM       |
| ---------- | -------------------------- | ---------- | ------------- | ------------- | ------------- | ------------- | ------------- | -------- | -------- | -------- | -------- | -------- |
| 2002/03    | Whitby Wildcats Midget AAA | OMHA       | 47            | 18            | 23            | 41            | 47            | —        | —        | —        | —        | —        |
| 2003/04    | Bowmanville Eagles         | OPJHL      | 43            | 28            | 27            | 55            | 54            | —        | —        | —        | —        | —        |
| 2003/04    | Plymouth Whalers           | OHL        | 9             | 2             | 4             | 6             | 0             | —        | —        | —        | —        | —        |
| 2004/05    | Plymouth Whalers           | OHL        | 67            | 18            | 26            | 44            | 32            | 4        | 1        | 1        | 2        | 6        |
| 2005/06    | Plymouth Whalers           | OHL        | 66            | 21            | 37            | 58            | 109           | 13       | 9        | 7        | 16       | 33       |
| 2006/07    | Plymouth Whalers           | OHL        | 45            | 27            | 38            | 65            | 94            | 9        | 7        | 4        | 11       | 32       |
| 2007/08    | Iowa Stars                 | AHL        | 62            | 18            | 19            | 37            | 63            | —        | —        | —        | —        | —        |
| 2008/09    | Dallas Stars               | NHL        | 77            | 24            | 13            | 37            | 51            | —        | —        | —        | —        | —        |
| 2008/09    | Manitoba Moose             | AHL        | 5             | 4             | 1             | 5             | 2             | —        | —        | —        | —        | —        |
| 2009/10    | Dallas Stars               | NHL        | 78            | 27            | 28            | 55            | 64            | —        | —        | —        | —        | —        |
| 2010/11    | Dallas Stars               | NHL        | 59            | 21            | 18            | 39            | 60            | —        | —        | —        | —        | —        |
| 2010/11    | Pittsburgh Penguins        | NHL        | 20            | 1             | 5             | 6             | 6             | 7        | 1        | 1        | 2        | 6        |
| 2011/12    | Pittsburgh Penguins        | NHL        | 80            | 40            | 41            | 81            | 87            | 5        | 2        | 4        | 6        | 12       |
| 2012/13    | Pittsburgh Penguins        | NHL        | 40            | 21            | 15            | 36            | 26            | 13       | 6        | 4        | 10       | 8        |
| 2013/14    | Pittsburgh Penguins        | NHL        | 59            | 27            | 34            | 61            | 55            | 13       | 2        | 2        | 4        | 24       |
| 2014/15    | Nashville Predators (A)    | NHL        | 67            | 23            | 14            | 37            | 57            | 6        | 4        | 1        | 5        | 8        |
| 2015/16    | Nashville Predators (A)    | NHL        | 82            | 31            | 27            | 58            | 65            | 14       | 4        | 4        | 8        | 8        |
| 2016/17    | Nashville Predators (A)    | NHL        | 70            | 23            | 18            | 41            | 35            | 22       | 6        | 3        | 9        | 14       |
| 2017/18    | Vegas Golden Knights (A)   | NHL        | 71            | 25            | 19            | 44            | 24            | 20       | 6        | 5        | 11       | 12       |
| 2018/19    | Calgary Flames             | NHL        | 63            | 7             | 12            | 19            | 28            | 4        | 0        | 0        | 0        | 0        |
| 2019/20    | Edmonton Oilers            | NHL        | 55            | 19            | 12            | 31            | 12            | 4        | 2        | 1        | 3        | 0        |
| 2020/21    | Edmonton Oilers            | NHL        | 29            | 5             | 5             | 10            | 11            | 2        | 0        | 0        | 0        | 0        |
| 2021/22    | St. Louis Blues            | NHL        | 19            | 2             | 2             | 4             | 0             | —        | —        | —        | —        | —        |
| 2021/22    | Springfield Thunderbirds   | AHL        | 28            | 14            | 12            | 26            | 10            | 17       | 4        | 8        | 12       | 10       |
| NHL celkem | NHL celkem                 | NHL celkem | 766           | 270           | 244           | 514           | 558           | 104      | 31       | 24       | 55       | 92       |

### Reprezentační statistiky
| 2007                   | Kanada 18'             | MS 18'                 | 6  | 1 | 1 | 2 | 6  |
| 2007                   | Kanada 20'             | MSJ                    | 6  | 0 | 0 | 0 | 8  |
| 2009                   | Kanada                 | MS                     | 3  | 1 | 2 | 3 | 2  |
| 2011                   | Kanada                 | MS                     | 6  | 2 | 3 | 5 | 10 |
| Juniorská reprezentace | Juniorská reprezentace | Juniorská reprezentace | 12 | 1 | 1 | 2 | 14 |
| Seniorská reprezentace | Seniorská reprezentace | Seniorská reprezentace | 9  | 3 | 5 | 8 | 12 |